# 洪根
洪根（德語：Hungen，發音：[ˈhʊŋən] ⓘ）是德国黑森州吉森行政区吉森县的城市，面积86.78平方千米，2023年12月31日人口为13,033人。